# ヨナス・テルン
ヨナス・テルン（Jonas Thern, 1967年3月20日 -）は、スウェーデン出身の元サッカー選手、サッカー指導者。ポジションはMF。

## 経歴
スウェーデンの1990年代の躍進を支えた選手の一人。1985年にマルメFFに入団すると頭角を現し、1986年と1988年のアルスヴェンスカン制覇に貢献、1989年にはスウェーデン年間最優秀選手賞を受賞した。その後、海外へ活躍の場を移し、ポルトガルのベンフィカ、イタリアのSSCナポリ、ASローマなどに在籍したが、怪我の影響により32歳で現役引退をした。
スウェーデン代表としては、1990年のFIFAワールドカップ・イタリア大会出場、1994年のFIFAワールドカップ・アメリカ大会3位入賞、地元開催となった1992年のUEFA EURO '92で3位入賞に貢献するなど、国際Aマッチ75試合出場6得点を記録した。また1988年のソウルオリンピックの際には、スウェーデン五輪代表として出場した。
引退後はヴェルナモでホテル経営を営む傍ら、2001年から2003年まではIFKヴェルナモとハルムスタッズBKの監督を務めていた。現在はサッカー解説者として活動している。

## 個人タイトル
- スウェーデン年間最優秀選手賞：1回 (1989)